# Anela
Anela (sardinsky: Anèla) je italská obec (comune) v provincii Sassari v regionu Sardinie. Město se nachází ve výšce 446 metrů nad mořem. Žije zde 567 obyvatel. Rozloha obce je 36,89 km².